# Медаль «Защитнику свободной России»

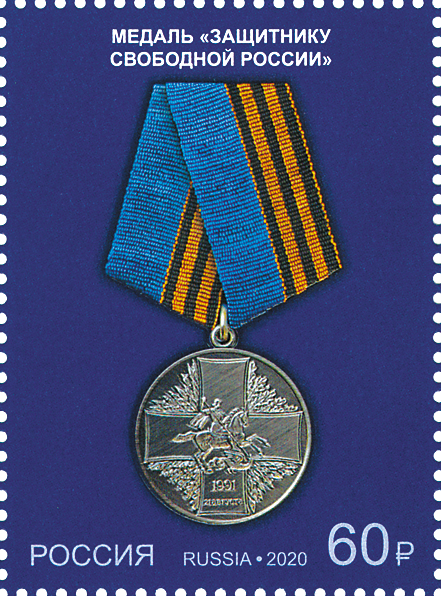
Медаль «Защитнику свободной России» на почтовой марке России 2020 года из серии «Государственные награды Российской Федерации»

Меда́ль «Защи́тнику свобо́дной Росси́и» — государственная награда Российской Федерации.
Первая по времени учреждения государственная награда Российской Федерации; была учреждена Законом Российской Федерации от 2 июля 1992 года № 3183-I «Об учреждении медали „Защитнику свободной России“». Тем же законом были утверждены положение о медали и её описание.
Первыми медалями были награждены (посмертно) Дмитрий Комарь, Илья Кричевский и Владимир Усов, погибшие во время событий 19—21 августа 1991 года в инциденте на Садовом кольце.

## Положение о медали
1. Награждение медалью «Защитнику свободной России» производится президентом Российской Федерации.
2. Медалью «Защитнику свободной России» награждаются граждане Российской Федерации, иностранные граждане и лица без гражданства за мужество, проявленное в защите конституционного строя в период попытки государственного переворота 19—21 августа 1991 года, за заслуги в проведении в жизнь демократических преобразований, экономических и политических реформ, укрепление российской государственности, за вклад в решение национальных проблем.
3. Представление к награждению медалью «Защитнику свободной России» и вручение её производятся в порядке, установленном действующим законодательством о государственных наградах Российской Федерации.
4. Медаль «Защитнику свободной России» носится на левой стороне груди и при наличии орденов и медалей располагается после медали «За доблестный труд в Великой Отечественной войне 1941—1945 гг.».

## Изменение порядка ношения медали
В момент учреждения медали «Защитнику свободной России» в 1992 году её надлежало носить на левой стороне груди после медали «За доблестный труд в Великой Отечественной войне 1941—1945 гг.».
Согласно Положению о государственных наградах Российской Федерации от 2 марта 1994 года, статус медали повысился, и старшей наградой по отношению к ней стала медаль «За отвагу».
Указом Президента Российской Федерации от 7 сентября 2010 года № 1099 «О мерах по совершенствованию государственной наградной системы Российской Федерации» были внесены очередные изменения в старшинство государственных наград, при этом старшей наградой по отношению к медали «Защитнику свободной России» стала медаль Пушкина.

## Описание медали

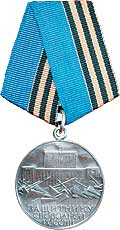
Оборотная сторона

Медаль «Защитнику свободной России» имеет форму правильного круга диаметром 34 мм.
На лицевой стороне медали в центре равностороннего креста изображён святой Георгий, поражающий змея, и рельефная надпись «21 августа 1991». На гладком фоне вокруг креста изображение ветвей лавра и дуба.
На оборотной стороне медали на волнистом фоне изображены Дом Советов России и условное изображение баррикад. В нижней части в три строчки расположена рельефная надпись «Защитнику свободной России».
Края медали окаймлены бортиком.
Медаль изготовляется из томпака, серебристая.
Медаль при помощи ушка и кольца соединяется с пятиугольной колодочкой, обтянутой муаровой сдвоенной лентой шириной 24 мм, наполовину голубой, наполовину «георгиевской».
Медаль имеет номер.

## Награждённые медалью
1. Награждение медалью по годам:
| 1992 | 1993 | 1994 | 1995 | 1996 | 1997 | 1998 | 1999 | 2000 | 2001 | 2002—2005 | 2006 | 2007 и после | Всего |
| ---- | ---- | ---- | ---- | ---- | ---- | ---- | ---- | ---- | ---- | --------- | ---- | ------------ | ----- |
| 3    | 1402 | 268  | 42   | 97   | 68   | 1    | 11   | 0    | 101  | 0         | 1    | 0            | 1994  |

2. Лица, награждённые медалью посмертно:
1. Абдрахманов, Ибрагим Салимович[6]
2. Андреев, Олег Михайлович[7]
3. Димакова, Елена Константиновна[7]
4. Загуляев, Вячеслав Алексеевич
5. Комарь, Дмитрий Алексеевич[3]
6. Кричевский, Илья Маратович[3]
7. Нит, Игорь Васильевич
8. Осипова, Майя Григорьевна[8]
9. Трушкин, Алексей Михайлович[9]
10. Усов, Владимир Александрович[3]
11. Цветов, Владимир Яковлевич[8]
12. Ширяев, Пантелеймон Васильевич[10]

3. Иностранные граждане, награждённые медалью:
корреспонденты телевизионной компании «CNN» —  Стивен Хёрст (англ. Steve Hurst) и  Клэр Шипман.
4. Лица, отказавшиеся от медали:
Рок-музыкант К. Кинчев в 1994 году вернул награду в знак протеста против убийства журналиста Д. Ю. Холодова и начала военных действий в Чечне.